# Maximiliano Thous Llorens
Maximiliano Thous y Llorens (Valencia, 25 de noviembre de 1900 - Valencia, 1957) fue un escritor y político español.

## Biografía
Era hijo de Maximiliano Thous Orts y casado con Amparo Navarro Giner. Estudió Magisterio en Valencia, pero no ejerció nunca, ya que fue jefe de negociado de enseñanza en el Ayuntamiento de Valencia. En 1919 fue fundador y dirigente de la Agrupación Nacionalista Escolar, encargado del departamento de cultura del Centro de Actuación Valencianista y directivo de Proa.
Formó parte del grupo de la revista "Taula de Lletres Valencianes" (1927-30), el centro de la renovación literaria que se produjo en Valencia durante estos años. También participó en las Tablas de Poesía que la revista organizaba (exposiciones itinerantes de manuscritos poéticos) y colaboró en la introducción y difusión de la vanguardia (con poemas dispersos como Jazz-band). Fue colaborador en otros periódicos, como "Avant".
En 1922 compuso con el músico Miguel Asensi el himno valencianista Cançó de lluita, y también tradujo al catalán La Internacional. 
Durante la Exposición Universal de Barcelona en 1929 fue el organizador de una Semana Valenciana de poesía.
Políticamente, militó en la Joventud Valencianista, pero en 1930 ingresó en la Agrupació Valencianista Republicana, para fundar en 1935 el Partido Valencianista de Izquierda con  Enrique Navarro Borrás y Ricardo Blasco, que desde 1936 intentó integrar en Esquerra Valenciana.
 

En 1932 también fue firmante de las Normas de Castellón. Durante la guerra civil española defendió el Colegio del Patriarca contra los intentos de la FAI de destruirlo, y fue representante de la Asociación Protectora de la Enseñanza Valenciana en el Patronato de Beneficencia y Asistencia al Menor.

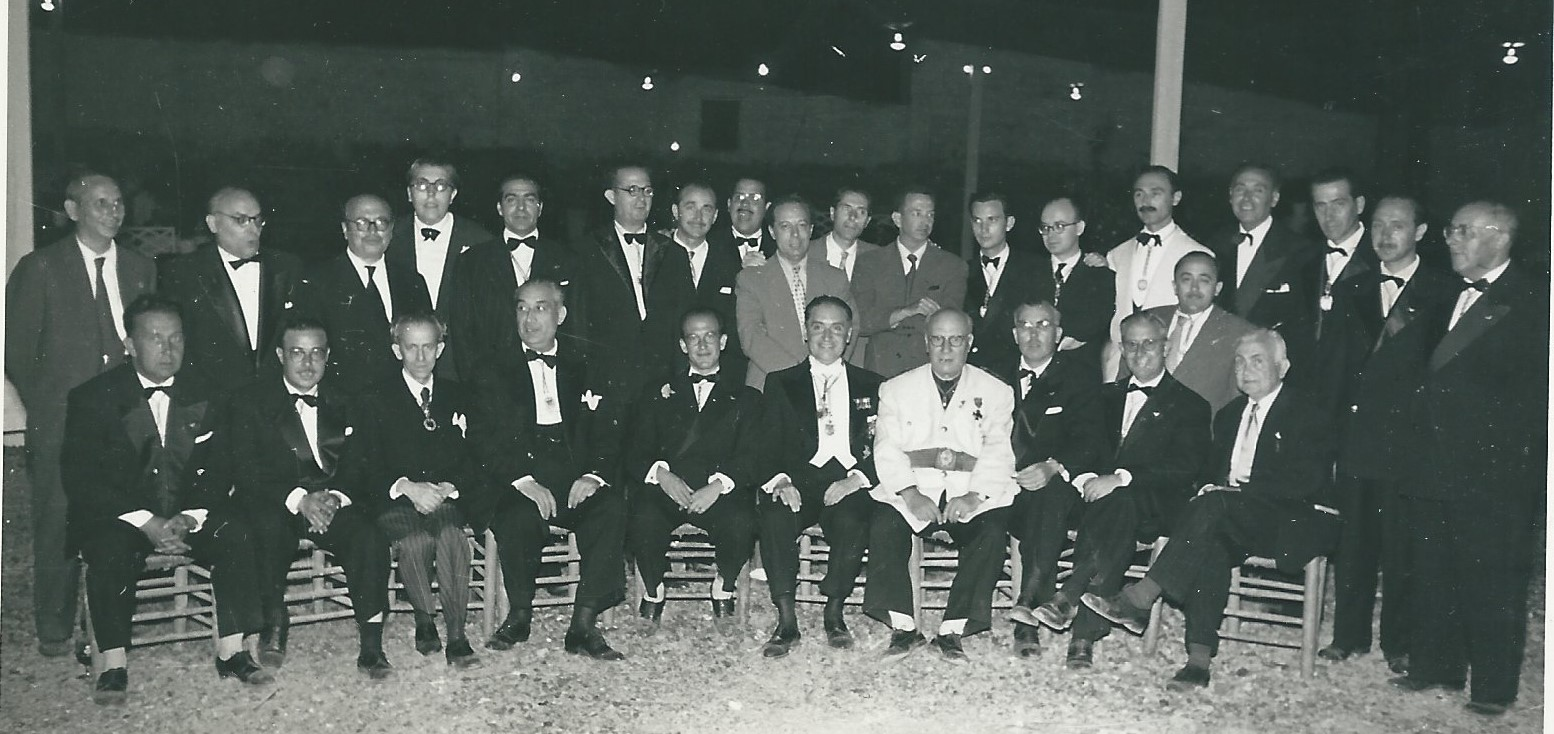
Fiesta de la poesía. Sagunto 27 de julio de 1957. La primera fila, tercero de la izquierda Maximiliano Thous.

Una vez terminada la guerra, el 27 de septiembre de 1939 fue separado del servicio como funcionario y encarcelado en la Modelo de Valencia con Gonzalo Castelló, donde fue nuevamente arrestado por informar a la BBC de los nombres de los fusilados en Paterna. Durante el interrogatorio le quebraron dos costillas y enfermó de pleuresía. También intentó organizar un curso de alfabetización en prisión con Gonzalo Castelló, pero le denegaron el permiso. Después de dos años y medio de encarcelamiento fue condenado a arresto domiciliario, desde donde se incorporó a Lo Rat Penat. Le fue negado el reingreso a su trabajo en el Ayuntamiento, y fue a menudo detenido y maltratado por la policía franquista. También fue internado en un sanatorio para tuberculosos.
Murió en 1957 en la ciudad de Valencia y fue enterrado junto a su padre en la Sección 3º Izquierda. Cuadro 3. Panteón General N.º 528.

## Obras[2][7]
Primer recull de versos (1948; obras de 1918-30)
El poema de la Llonja (1949)
Esqueix (1953)